# Feuillage d'automne
Feuillage d'automne (en anglais Autumn Foliage) est une pochade à l'huile sur bois du peintre canadien ontarien Tom Thomson réalisée fin 1915 et conservée au Musée des beaux-arts de l'Ontario à Toronto depuis 1927.

## Méthode
Tom Thomson, dès 1912, visite le parc provincial Algonquin. Il fait souvent avec ses amis peintres de longs voyages dans les contrées sauvages de l'Ontario, et la nature devient ainsi sa principale source d'inspiration.
Il part également seul en forêt et en canoë sur les lacs avec son matériel de peintre au printemps et en été et ramène une multitude de pochades exécutées sur place sur carton ou bois de petites dimensions (celle de sa boîte servant à la fois de palette et de chevalet).
Cette peinture fait partie de celle où les zones de couleurs intenses sont appliquées généreusement avec un large pinceau donnant un résultat plat en espace  peu profond, en deux dimensions, aux préoccupations décoratives plus poussées.